# Drexciya
I Drexciya sono stati un gruppo di musica elettronica di Detroit.
L'unico membro ufficialmente riconosciuto nel progetto fu lo scomparso James Stinson, anche se è certa la collaborazione in molte occasioni del produttore e musicista Gerald Donald.

## Storia del gruppo
Il loro nome deriva da un mito molto somigliante all'Atlantide di Platone: Drexciya era infatti un mondo sottomarino sviluppato nei fumetti dell'artista di Detroit Abdul Qadim Haqq (in seguito anche autore della cover del primo album "Neptune's Lair"), popolato dai figli mai nati delle donne africane gettate a mare durante le tratte degli schiavi. Nell'Oceano sarebbero cresciuti come guerrieri anfibi in metropoli acquatiche lottando per la giustizia.
La maggior parte della loro produzione è caratterizzata da atmosfere electro molto visionarie, condite con elementi tratti dalla Techno di Detroit degli anni ottanta, il tutto costruito sulla drum machine Roland TR-808.
Sebbene i componenti del gruppo non si svelarono mai al pubblico durante la loro carriera, James Stinson fu identificato come parte del progetto dopo la sua morte, avvenuta nel 2002. Durante le interviste online era solito indossare maschere di Star Trek per celare la sua identità.
Gerald Donald ha proseguito la carriera musicale nei suoi fortunati progetti paralleli.

## Discografia

### Album
- 1999 - Neptune's Lair, Tresor
- 2002 - Harnessed the Storm, Tresor
- 2002 - Grava 4, Clone

### EP e Singoli
- 1992 - Deep Sea Dweller, Shockwave Records
- 1993 - Drexciya 2: Bubble Metropolis, Underground Resistance
- 1994 - Aquatic Invasion, Underground Resistance
- 1994 - Drexciya 3: Molecular Enhancement, Rephlex, Submerge
- 1994 - Drexciya 4: The Unknown Aquazone, Submerge
- 1995 - Drexciya 5: The Journey Home, Warp Records
- 1996 - The Return Of Drexciya, Underground Resistance
- 1998 - Uncharted, Somewhere In Detroit
- 1999 - Fusion Flats, Tresor
- 2000 - Hydro Doorways, Tresor
- 2001 - Digital Tsunami, Tresor
- 2002 - Drexciyan R.E.S.T. Principle, Clone

### Raccolte
- 1997 - The Quest, Submerge